# Bernardino Ochino
Bernardino Ochino (także: Tommassini, ur. w 1487 w Sienie, zm. w 1564 w Slavkovie) – włoski zakonnik, mówca i asceta, po przyjęciu protestantyzmu – działacz reformacyjny, propagator unitarianizmu m.in. w Polsce, teolog i pisarz.

## Życiorys
W bardzo młodym wieku (w 1503) został przyjęty do zakonu franciszkanów, gdzie po latach mianowano go prowincjałem zakonu. Zyskał sławę jako największy mówca swoich czasów, o wielkim darze przekonywania, był powszechnie uważany za świętego z powodu ascezy i zapału z jakim głosił słowo boże w całych Włoszech. W 1534 wstąpił do zakonu kapucynów, ponieważ reguła tego zakonu była znacznie surowsza. W 1538 mianowano go wikariuszem generalnym zakonu kapucynów.
W tym czasie zaczął czytać pisma Lutra i Melanchtona, a podczas pobytów w Neapolu nawiązał kontakt z grupą humanistów i literatów skupionych wokół Juana de Valdésa: Pietro Bembo, Vittoria Colonna, Pietro Martire Vermigli, Giovanni Bernardino Bonifacio), którzy popierali tolerancję religijną.
Od 1539 zaczął w kazaniach głosić teologię, sprzeczną z katolicyzmem, jednak ze względu na sławę, jaką się cieszył, początkowo nie był niepokojony przez Inkwizycję. Proces o herezję wszczęto przeciwko niemu w 1542, zakazano przemawiania i wezwano do Rzymu.
Postanowił uciec do Szwajcarii, aby zachować wolność wyznania. W Genewie został serdecznie przyjęty przez Kalwina i powierzono mu kierownictwo nad grupą włoskich protestantów. W Genewie napisał wiele dzieł teologicznych, propagujących reformację. Podróżował do Zurychu, Bazylei i Augsburga, gdzie spotkał się z Kasparem Schwenkfeldem i gdzie w 1545 został pastorem włoskiego zboru protestanckiego.
W 1546 w Ratyzbonie spotkał Franciszka Stankara, który przekonał go do przyjęcia unitarianizmu. Po zajęciu Augsburga przez katolickie wojska cesarskie, Ochino uciekł do Londynu, gdzie Thomas Cranmer powierzył mu stanowisko wraz z państwową pensją. Jednak już w 1553 Ochino ponownie musiał uciekać, wypędzony przez katolicką królową Marię. Osiadł w Genewie, którą musiał wkrótce opuścić ze względu na poglądy, sprzeczne z kalwinizmem. W 1555 został pastorem zboru włoskiego w Zurychu, skąd wkrótce został wygnany jako podejrzany o wyznawanie unitarianizmu. Próbował osiedlić się w Norymberdze, jednak i stąd go wypędzono.
Wyjechał do Polski – wyjątkowo tolerancyjnej dla innowierców. Osiedlił się w Krakowie, gdzie wygłaszał kazania dla Włochów. Kardynał Stanisław Hozjusz namówił króla, aby 6 kwietnia 1564 podpisał dekret, skazujący wszystkich cudzoziemców-innowierców na banicję. Ochino musiał uciekać z Polski i w drodze zmarł w Slavkovie u Brna na Morawach.

## Dzieła
Twórczość Ochino to głównie dzieła polemiczne, ostro atakujące Kościół rzymskokatolicki, m.in. porównujące papieża do Antychrysta, niszczącego chrześcijaństwo. Ochino bronił doktryny o predestynacji, popierał poligynię i unitarianizm, jako zgodne z Biblią.
- Dialogi (traktat teologiczny w 7 tomach, wydany w Bazylei w 1563)
- Katechizm (wydany w Bazylei w 1551)